# Kvarnerić
Kvarnerić – zatoka w Chorwacji, część Morza Adriatyckiego i zatoki Kvarner.

## Opis
Kvarnerić jest położony pomiędzy wyspami Cres i Lošinj na zachodzie, Krk, Pag i Rab na wschodzie oraz Olib i Silba na południu. Mniejsze wyspy położone w zatoce to Trstenik, Dolfin, Veli Laganj, Mali Laganj i Ćutin Veli. Jego wymiary to 60 × 25 km, a maksymalna głębokość to 114 m.
Poprzez cieśninę Srednja vrata połączony jest z Zatoką Rijecką, poprzez cieśninę Kvarnerićka vrata z otwartym morzem, poprzez cieśninę Senjska vrata oraz Grgurovi kanal, Rapski kanal i Paški kanal z Kanałem Welebickim i poprzez Pohlipski kanal, Olipski kanal i Silbanski kanal z zatoką Virsko more. Na południowym zachodzie łączy się także z Lošinjskim kanalem. Kvarnerić stanowi najkrótszą drogę wodną z Rijeki na południe.